# Canton d'Arques
Pour les articles homonymes, voir Arques.
Le canton d'Arques est une ancienne division administrative française située dans le département du Pas-de-Calais et la région Nord-Pas-de-Calais.

## Géographie

Le canton d'Arques dans l'arrondissement de Saint-Omer

Ce canton est organisé autour d'Arques dans l'arrondissement de Saint-Omer. Son altitude varie de 0 m (Saint-Omer) à 95 m (Helfaut) pour une altitude moyenne de 28 m.

## Histoire
Canton créé par le décret du 24 décembre 1984, en divisant le  Canton de Saint-Omer-Sud.

## Représentation
| Période | Période | Identité      | Étiquette | Qualité                                                                                               |
| ------- | ------- | ------------- | --------- | --- |
| 1985    | 2015    | Michel Lefait | PS        | Professeur de collège Député (1985-2017) Maire d'Arques (1977-2001) Vice-Président du Conseil Général |

## Composition
| Communes                 | Population (2012) | Code postal | Code Insee |
| ------------------------ | ----------------- | ----------- | ---------- |
| Arques                   | 9 331             | 62510       | 62040      |
| Blendecques              | 5 186             | 62575       | 62139      |
| Campagne-lès-Wardrecques | 947               | 62120       | 62205      |
| Helfaut                  | 1 693             | 62570       | 62423      |
| Saint-Omer (1)           | 15 747            | 62500       | 62765      |

(1) fraction de commune.

## Démographie
| 1962 | 1968 | 1975 | 1982 | 1990 | 1999 | 2009 |
| ---- | ---- | ---- | ---- | ---- | ---- | ---- |
| -    | -    | -    | -    | -    | -    | -    |